# Olof Elfbrink
Olof Elfbrink, född 29 juli 1773 i Älvkarleby socken, död 19 oktober 1835 i Gävle, var en svensk skeppsredare och handelsman.
Olof Elfbrink var son till skattebonden Daniel Nilsson. 1788 flyttade han till Gävle, där han kom i tjänst hos sin fars kusin Daniel Elfstrand som betjänt. Senare blev han springpojke i handelshuset Dan. Elfstrand & Cos kontor där han efterhand avancerade till kontorschef och 1802 blev delägare i firman. Sedan han gift sig med Daniel Elfstrands äldsta dotter Ulla 1807 knöts han närmare till firman och 1810 blev Olof Elfbrink högste chef för firman i nära samarbete med sin svåger Pehr Elfstrand, som fick hand om skeppsbyggeriverksamheten. 1814 köpte han Mackmyra bruk och 1819 Valbo masugn, varvid han kom att ägna allt större intresse åt järnhanteringen, och överlämnade chefskapet åt svågern Pehr Elfstrand. Elfbrink var 1822–1835 ordförande i Gävle borgerskaps 24 äldste, 1825–1835 ordförande i handelssocieteten i Gävle och erhöll 1826 kommerseråds namn. Han var även 1827–1835 ledamot av Sophia Magdalena kyrkoråd.